# Parahybos ornatipes
Parahybos ornatipes är en tvåvingeart som beskrevs av Meijere 1914. Parahybos ornatipes ingår i släktet Parahybos och familjen puckeldansflugor. Inga underarter finns listade i Catalogue of Life.